# Třída Kerč
Třída Kerč (jinak též třída Gadžibej, nebo třída Fidonisi) byla třída torpédoborců ruského carského námořnictva z doby první světové války. Celkem bylo postaveno sedm jednotek této třídy, přičemž osmá nebyla dokončena. Nasazeny byly v první světové válce, ruské občanské válce a v druhé světové válce. Po druhé světové válce jeden provozovalo Bulharsko.

## Stavba
Celkem bylo postaveno sedm jednotek této třídy, přičemž stavba osmé nebyla dokončena.
Jednotky třídy Kerč:
| Jméno                 | Založený kýlu | Spuštěna        | Vstup do služby | Status |
| --------------------- | ------------- | --------------- | --------------- | --- |
| Kerč                  | 1915          | 31. května 1916 | červenec 1917   | Převzat sovětským námořnictvem, dne 19. června 1918 v Tuapse potopen vlastní posádkou.                                                                                            |
| Fidonisi              | 1915          | 31. května 1916 | červen 1917     | Převzat sovětským námořnictvem, dne 18. června 1918 u Novorossijsku potopen vlastní posádkou.                                                                                     |
| Gadžibej              | 1915          | 27. srpna 1916  | září 1917       | Převzat sovětským námořnictvem, dne 18. června 1918 u Novorossijsku potopen vlastní posádkou.                                                                                     |
| Kaliakra              | 1915          | 27. srpna 1916  | listopad 1917   | Převzat sovětským námořnictvem, dne 18. června 1918 u Novorossijsku potopen vlastní posádkou, 1925 vyzvednut, od roku 1927 sloužil jako Džeržinskij, dne 12. května 1942 potopen. |
| Cerigo                | 1915          | 1917            | –               | Nedokončený evakuován s bělogvardějskou námořní eskadrou, 1920 internován v Bizertě, vyřazen 1924.                                                                                |
| Petrovskij (ex Korfu) | 1916          | 1917            | červen 1925     | Dokončen pro sovětské námořnictvo, od roku 1937 přejmenován na Železňakov, roku 1949 předán Bulharsku.                                                                            |
| Šaumjan (ex Levkas)   | 1916          | 1917            | prosinec 1925   | Dokončen pro sovětské námořnictvo, dne 10. dubna 1942 těžce poškozen. |
| Nězamožnik (ex Zante) | 1916          | 1917            | listopad 1923   | Dokončen pro sovětské námořnictvo, vyřazen 1952. |

## Konstrukce

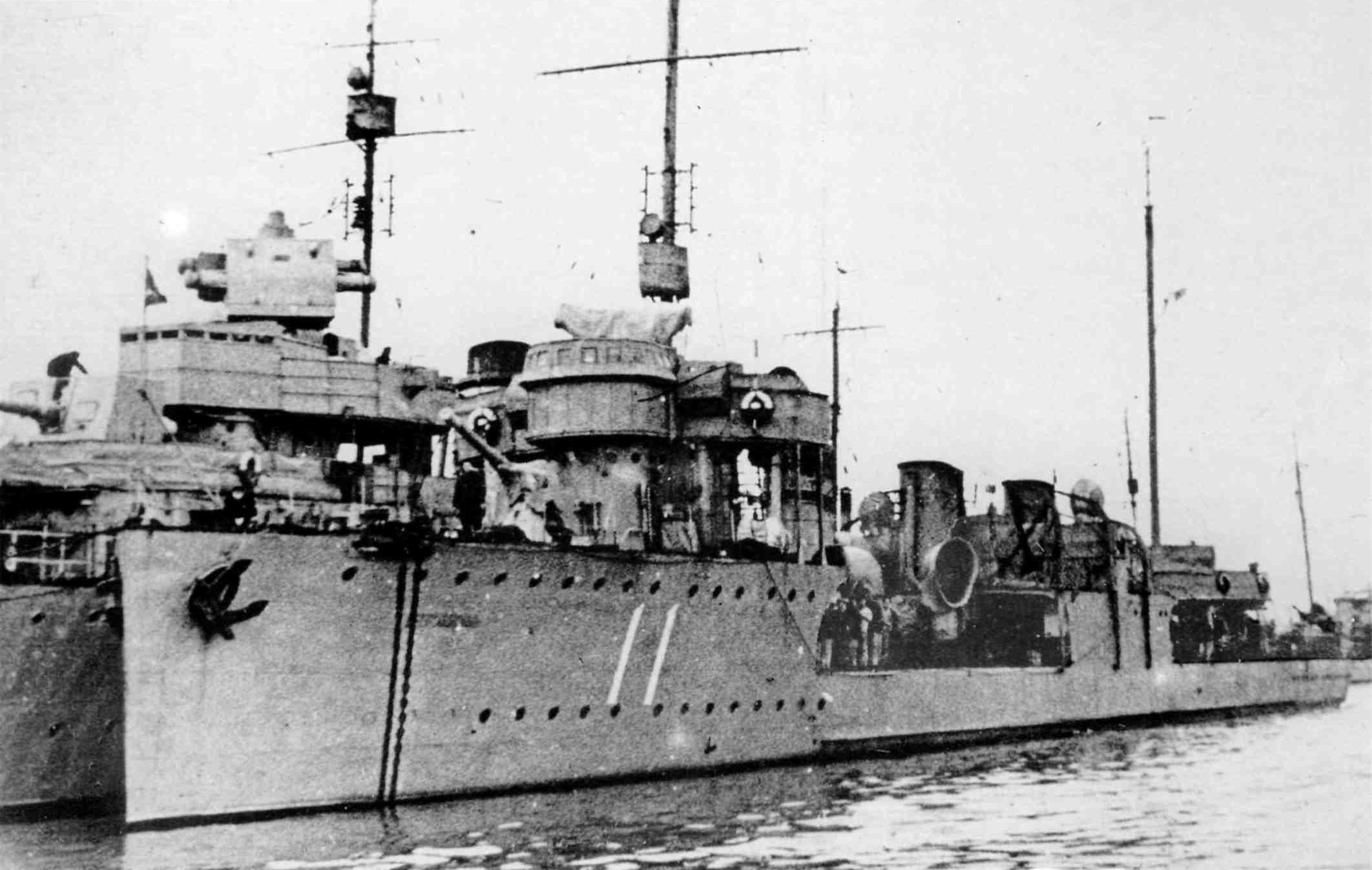
Sovětský torpédoborec Dzeržinskij

Torpédoborce byly vyzbrojeny pěti 102mm kanóny, jedním 76mm kanónem, třemi trojhlavňovými 457mm torpédomety a až 80 minami. Pohonný systém měl výkon 32 700 hp. Tvořily jej dvě parní turbíny Brown-Boveri a pět kotlů Normand, pohánějících dva lodní šrouby. Nejvyšší rychlost dosahovala 35 uzlů. Dosah byl 1568 při rychlosti 16 uzlů.